# Sowica prążkowana
Sowica prążkowana (Ninox natalis) – gatunek średniej wielkości ptaka z rodziny puszczykowatych (Strigidae), podrodziny sowic. Występuje endemicznie na Wyspie Bożego Narodzenia. Narażony na wyginięcie.

## Taksonomia
Po raz pierwszy gatunek opisał Joseph Jackson Lister; opis ukazał się w 1889 na łamach „Proceedings of the Zoological Society of London”. Holotypem był dorosły samiec, nie podano, gdzie dokładnie na Wyspie Bożego Narodzenia został odłowiony. Autor nadał nowemu gatunkowi nazwę Ninox natalis. Nazwa jest obecnie (2020) akceptowana przez Międzynarodowy Komitet Ornitologiczny. Pierwszy opis zawierał wymiary i opis upierzenia holotypu oraz informację o zasłyszanym głosie, który według autora mógł pochodzić od ptaka tego gatunku. Niektórzy autorzy uznawali sowicę prążkowaną za jeden gatunek z sowicą molucką (N. squamipila), jednak można je odróżnić na podstawie badań molekularnych, morfologii i prawdopodobnie również po głosie. Gatunek monotypowy.

## Morfologia
Długość ciała wynosi 26–29 cm, masa ciała 130–190 g. Skrzydło mierzy 178–183 mm, ogon około 127 mm. Sowice prążkowane są stosunkowo małymi ptakami. Ich upierzenie jest głównie rdzawobrązowe. W upierzeniu nie występuje dymorfizm płciowy, samice są jednak nieco większe. Na pokrywach drugorzędowych występują rządki małych, białych plam, podobnie jak na barkówkach i lotkach III rzędu. Na pozostałych lotkach oraz sterówkach. Nogi żółte. Kantarek biały, podobnie jak krótka brew oraz broda. Tęczówka jaskrawożółta.

## Zasięg występowania
Zasięg występowania obejmuje całą Wyspę Bożego Narodzenia.

## Ekologia i zachowanie
Największe zagęszczenie sowice prążkowane osiągają w dziewiczych lasach, najmniejsze w roślinności wtórnej w okolicy dawnych terenów kopalnianych. Zamieszkują każdy typ lasów na wyspie. Na płaskowyżu w środkowej części wyspy występują w wysokich, zamkniętych, wiecznie zielonych lasach z pojedynczymi wystającymi drzewami z rodzajów czapetka (Syzygium), Planchonella i Hernandia oraz podszytem z pandanów (Pandanus). Przy wybrzeżu zamieszkują lasy z drzewami zrzucającymi liście sięgającymi do 30 m wysokości. Spotykane są również w lasach wtórnych z roślinnością zarówno naturalną, jak i obcą dla wyspy, jak Macaranga, Claoxylon, Leucaena i rozcięg (Muntingia calabura).
Sowice prążkowane żywią się głównie dużymi owadami, niekiedy i małymi kręgowcami. Na podstawie badań wypluwek ustalono, że z owadów preferują prostoskrzydłe (w tym Gryllacris rufovaria, jedyny przedstawiciel rodziny Gryllacrididae na wyspie), motyle i chrząszcze. Dodatek do diety stanowią małe kręgowce takie jak szczury śniade (Rattus rattus), naturalne i obce dla wyspy gekony i szlarniki białoczelne (Zosterops natalis). Swoich zdobyczy wypatrują, siedząc od 2 do 7 m nad ziemią.
Główny głos podobny jest do głosu sowicy australijskiej (Ninox boobook), składają się na niego dwa huknięcia, przy czym drugie jest nieco niższe. Doniesiono również między innymi o podobnym do dalekiego psiego szczekania oł-oł-oł.

### Lęgi
Lęgi odnotowano o wszystkich porach roku. Młode przeważnie opierzają się od czerwca do grudnia, ale opierzone i nadal zależne od rodziców młode obserwowano w lipcu, maju i od sierpnia do grudnia. 3 ze zbadanych gniazd znajdowały się w dziupli w Syzygium nervosum, nie stwierdzono wyściółki. Prawdopodobnie w zniesieniu są maksymalnie 2 jaja. Długość inkubacji nie jest znana. Wysiaduje prawdopodobnie tylko samica, młode karmią jednak oba ptaki z pary. Pisklęta są w pełni opierzone po 68–77 dniach.

## Status
Międzynarodowa Unia Ochrony Przyrody (IUCN) uznaje sowicę prążkowaną za gatunek narażony na wyginięcie (VU, Vulnerable) nieprzerwanie od 2004. Wcześniej, w 2000 IUCN nadała gatunkowi rangę krytycznie zagrożonego (CR, Critically Endangered). Liczebność populacji szacuje się na 240–1200 dorosłych osobników, a jej trend uznawany jest za prawdopodobnie stabilny. Około ¼ stosownego środowiska zniszczono przez wydobycie fosforanów i inną działalność człowieka. W 2007 sporą część wyrosłych lasów wtórnych ponownie wycięto pod miejsca wydobycia. Od 1988 zabronione jest jednak wylesianie pozostałych na wyspie lasów pierwotnych. Możliwe, że szczury śniade zmniejszają sukces lęgowy, jak wykazano dla innych gatunków z Wyspy Bożego Narodzenia; z drugiej jednak strony tępienie szczurów za pomocą środków chemicznych może doprowadzić do wtórnego wzrostu śmiertelności u sów. Zagrożenie dla tego ptaka stanowić może introdukowana mrówka Anoplolepis gracilipes, która zbudowała superkolonie w większej części wyspy. Potencjalnym zagrożeniem są również obce dla wyspy gatunki wróbli, które mogą być łącznikiem między drobiem a dzikimi ptakami i przenosić choroby.
Ponad 60% wyspy jest objęte ochroną w formie parku narodowego.